# Nova d'Acton Vale
Le Nova d'Acton Vale est une équipe de hockey sur glace ayant évolué dans la Ligue de hockey semi-professionnel du Québec de 1996 à 2001.

## Historique
L'équipe fut créée en 1996 et fut connu sous le nom de Nova jusqu'en 2000.Elle prit le nom de Beaulieu d'Acton Vale pour la saison 2000-01 avant d'être vendu et déménagé pour devenir le Cousin de Saint-Hyacinthe en 2001.

### Autres noms
voici la liste des noms que l'équipe porta au fil des ans :
- Nova d'Acton Vale : 1996-2000
- Beaulieu d'Acton Vale : 2000-2001
- Cousin de Saint-Hyacinthe : 2001-2005
- Cristal de Saint-Hyacinthe : 2005-2006
- Top Design de Saint-Hyacinthe : 2006-2008
- Chiefs de Saint-Hyacinthe : 2008-2009

### Saisons en LNAH
Note: PJ : parties jouées, V : victoires, D : défaites, N : matchs nuls, DP : défaite en prolongation, DF : défaite en fusillade, Pts : Points, BP : buts pour, BC : buts contre, Pun : minutes de pénalité
| Saison  | PJ | V  | D  | N | DP | DF | Pts | Classement                | Séries éliminatoires |
| ------- | -- | -- | -- | - | -- | -- | --- | ------------------------- | -------------------- |
| 1996-97 | 36 | 27 | 7  | 0 | 0  | 0  | 56  | 1e place, Division QSPHLC | ?                    |
| 1997-98 | 38 | 26 | 10 | 2 | 0  | 0  | 54  | 1e place, Division QSPHLC | ?                    |
| 1998-99 | 36 | 23 | 8  | 5 | 0  | 0  | 51  | 1e place, Division QSPHLC | ?                    |
| 1999-00 | 38 | 15 | 18 | 5 | 0  | 0  | 35  | 5e place, Division QSPHLN | ?                    |
| 2000-01 | 44 | 18 | 24 | 1 | 1  | 0  | 38  | 5e place, Division QSPHLO | ?                    |

## Honneurs d'équipe
Le Nova remporta la Coupe du Commissaire en 1997. Cette coupe est remise à l'équipe ayant terminé première au classement général lors de la saison régulière